# Villargusán
Villargusán (Viḷḷargusán en patsuezu) es una localidad del municipio leonés de San Emiliano, en la Comunidad Autónoma de Castilla y León.
La iglesia está dedicada a Nuestra Señora de las Nieves.

## Localidades limítrofes
Confina con las siguientes localidades:
- Al sur con Pinos.
- Al suroeste con Candemuela.
- Al noroeste con Genestosa.
- Al norte con Torrebarrio.

## Demografía
Evolución de la población
| Gráfica de evolución demográfica de Villargusán entre 2000 y 2017  |
|                                                                    |
| Población de derecho (2000-2017) según el padrón municipal del INE |

## Historia
Así se describe a Villargusán en el tomo XVI del Diccionario geográfico-estadístico-histórico de España y sus posesiones de Ultramar, obra impulsada por Pascual Madoz a mediados del siglo XIX:

Lugar en la provincia de León (10 leguas), partido judicial de Murias de Paredes (5), diócesis de Oviedo (10), audiencia territorial y capitanía general de Valladolid (37), ayuntamiento de Villargusán. Situado en un valle a la falda de la peña llamada Ovina; su clima es frío y propenso a dolores de costado y fiebres catarrales. Tiene 11 casas, iglesia parroquial (Nuestra Señora de las Nieves) servida por un cura de ingreso y patronato laical, y una fuente de buenas aguas. Confina con Torre de Barrio, Candemuela, Genestosa y Pinos. El terreno es de buena calidad. Los caminos son locales y van también a Asturias; recibe la correspondencia de León. Producciones: centeno, trigo, cebada, legumbres y pastos; cría ganados, y caza de perdices y rebecos. Población: 10 vecinos, 35 almas. Contribución: con el ayuntamiento.
Diccionario geográfico-estadístico-histórico de España y sus posesiones de Ultramar